# Milovan Filipović
Milovan Filipović (Mokra Gora kod Užica, 8. oktobar 1975) srpski je glumac Srpskog narodnog pozorišta. 

## Biografija
Milovan Filipović je glumu diplomirao na Akademiji umetnosti u Novom Sadu u klasi profesora Branka Pleše 1997. Dobitnik je Nagrade „Predrag Peđa Tomanović” kao najbolji diplomirani student glume.
Stalni je član Drame Srpskog narodnog pozorišta u Novom Sadu od 1. oktobra 1997. godine. U ovom pozorištu je ostvario brojne uloge.
Od 5. septembra 2017. obavlja funkciju vršioca dužnosti direktora Drame, a od 1. februara 2018. dužnost direktora Drame.
U oktobru 2017, obeležio je 20 godina umetničkog rada ulogom u predstavi  Autobiografija - Branislava Nušića (u režiji Predraga Štrpca).

## Uloge u Srpskom narodnom pozorištu
- Miško / Revizor, N. Gogolja u režiji Vitalija Dvorcina, 1996.
- Vitez Danseni / Opasne veze, Šoderlo de Laklo i Kristofer Hempton u režiji Dušana Petrović, 1998.
- Profesor / Pešice, Slavomira Mrožeka u režiji Žanka Tomića, 1998.
- Marko / Rob ljubavi, Ivana M. Lalića u režiji Žanka Tomića, 1997.
- Pepo / Pepo iliti Pobuna anđela, Andora Silađija u režiji Lasla Babarcija, 1998.
- Luiđi / Nemam da platim, neću da platim, Daria Foa u režiji Žanka Tomića, 1998.
- Drugi plemić / Mera za meru, Vilijama Šekspira u režiji Dejana Mijača, 1998.
- Daniluška Maksimov Beli / Pravo na Rusa, Uglješe Šajtinca u režiji Olivere Đorđević, 2001.
- Trajko / Oslobođenje Skoplja, Dušana Jovanovića u režiji Žanka Tomića, 2001.
- Oficir Ozne / Mrešćenje šarana, u režiji Egona Savina (od sezone 2002/03 umesto Srđana Timararova)
- Aleksandar / Kome verujete? (PROJEKAT 3), Jelene Đorđević u režiji: Darijana Mihajlovića, 2004.
- Brat / Tekelija, Petra Grujičića u režiji Dušana Petrovića, 2005.
- Mitar / Džandrljivi muž, Jovana Sterije Popovića u režiji i adaptaciji Radoja Čupića, 2005.
- Sveštenik Ismaj / Čudo u Jabnelu, Borislava Pekića u režiji Milana Belegišanina, 2005.
- Istok / The Grateful Alive (PROJECT 3), Vesne Radovanović u režiji Miloša Pušića, 2005.
- Pijero / Dundo Maroje, Marina Držića u adaptaciji i režiji Radoslava Milenkovića, 2005.
- Benvolio / Romeo i Julija, Vilijama Šekspira u režiji Predraga Štrpca, 2005.
- Radnik na pumpi / Nahod Simeon, Milene Marković u režiji Tomija Janežiča, 2006.
- Troil / Troil i Kresida, Vilijama Šekspira u režiji Lorans Kalam, koprodukcija Srpskog narodnog pozorišta i Teatra Karuž iz Ženeve, 2006.
- Deo hora / Ja ili neko drugi, Maje Pelević u režiji Kokana Mladenovića, 2007.
- Kleant / Tartif Molijera u režiji Dušana Petrovića, 2008.
- Tuzenbah / Tri sestre, A. P. Čehova u režiji Radoslava Milenkovića, 2009.
- Alan / Ljubavni jadi Vudija Alena, Branka Dimitrijevića, 2009.
- Lucije / Timon Atinjanin, Vilijama Šekspira u režiji Gorčina Stojanovića, 2010.
- Agent / Ujež Branislava Nušića u režiji Radoslava Milenkovića, 2010.
- Handazalin / Zojkin stan, Mihaila Bulgakova u režiji Dejana Mijača, 2011.
- Šerbulić / Rodoljupci Jovana Sterije Popovića u režiji Sonje Vukićević, 2011.
- Piščević / Seobe, Miloša Crnjanskog u režiji Vide Ognjenović, 2011.
- Presrećni ljudi /  Predraga Štrpca, 2012.
- Erih / Priče iz bečke šume Eden fon Horvat u režiji Ive Milošević, 2012.
- Trufaldino / Sluga dvaju gospodara, Karla Goldonija u režiji Borisa Liješevića, 2012.
- Pera Kalenić / Gospođa ministarka Branislava Nušića u režiji Radoslava Milenkovića, 2014
- Bole / Ostavite poruku ili Begunci Vide Ognjenović, prema motivima romana Borislava Čičovačkog, u režiji autorke, 2014.
- Autobiografija / Branislava Nušića u režiji Predraga Štrpca, 2014.
- Motl Kamzojl, krojač / Violinista na krovu Džozef Stejn - Džeri Bok u režiji Atille Bereša, 2015.
- Na Drini ćuprija Ive Andrića, režija i tekst Kokana Mladenovića 2016.
- Narator / Čarobna frula Volfganga Amadeusa Mocarta u režiji Ksenije Krnajski, 2016.
- Petar Kirić / Večiti mladoženja po motivima romana Jakova Ignjatovića u režiji Darijana Mihajlovića, 2016.
- Lale / Anika i njena vremena, inspirirano pripovetkama Ive Andrića Ane Đorđević u režiji autorke, 2017.
- Smrdić / Rodoljupci Jovana Sterije Popovića u režiji  Radoja Čupića, 2018.
- Miša Dimitrijević / Svetozar Milovana Vitezovića, u režiji Juga Radivojevića, 2018. godine.

## Ostale uloge
- Dobin / Vašar taštine Vilijama Tekerija u režiji Branka Pleše - Akademsko pozorište Promena, Novi Sad
- Jova / Iza Božjih leđa, Branislava Nušića u režiji Ane Cvijanović-Jajčanin -  Akademsko pozorište Promena, Novi Sad
- Rastko / Princ Rastko – Monah Sava, Milovana Vitezovića u režiji Slobodana Šuljagića, Narodno pozorište Užice, 1992.
- Jovan / Despot Stefan, Zvonimira Kostića, u režiji Branka Popovića, Narodno pozorište Užice, 1995.
- Tupoglavi / Entoni Berdžes, režija Ivan Cerović, 2uplo dno
- Purko / Leptirica Milovana Glišića u režiji Ivana Cerovića, 2uplo dno
- Bepo / Ribarske svađe Karla Goldonija u režiji Vladimira Lazića,Šabačko pozorište
- Dejvi / Poručnik sa Inišmora, Martina Mekdone, u režiji Žanka Tomića, Trupa Jorik
- Tošica / Izbiračica, Koste Trifkovića u režiji Ratka Radivojevića, Brod Teatar
- Jazavac / Pošto-poto poslanik Koste Trifkovića u režiji Ratka Radivojevića, Brod Teatar
- Gazda / Naš život malen uokviren snom Đorđa Pisareva u režiji Ratka Radivojevića, Brod Teatar
- Мisha / The Pillowman, Martina Mekdone, u režiji Žanka Tomića, Trupa Jorik
- Milovanović / Šta možeš u Njujorku kad si mrtav Đorđa Pisareva u režiji Ratka Radivojevića
- Više uloga / KNKNPNKN,  Žanka Tomića u režiji autora, Belef i trupa Jorik
- Fema / Pokondireni Tikvan, Pisarev/Sterija u režiji Ratka Radivojevića
- David Štrbac / Jazavac pred sudom Petra Kočića  u režiji Žanka Tomića, Gradski Teatar Novi Sad i Gradsko pozorište Bečej.

## TV i filmske uloge
- Memo, film u režiji Miloša Jovanovića, Hammer Creative, 2004.
- Psihijatar / Ljubav, navika, panika - serija u režiji Slobodana Šuljagića, produkcija TV Pink, 2007.
- Drugi plemić / Mera za meru u režiji Dejana Mijača, za TV teatar adaptirao i režirao Miško Milojević, (TV Film), RTS, 2007.
- Pumpadžija / Vratiće se rode - serija u režiji Gorana Gajića, Cobra film, 2008.[2]
- Rode u Magli, TV film u  režiji Gorana Gajića, Cobra film, 2009.
- Kuku, Vasa - serija u režiji Slobodana Šuljagića,  TV Pink, 2010.
- Đula / Sva ta ravnica, serija u režiji Miroslava Lekića, NS Production, 2010.
- Morski vuk / Na slovo na slovo, serija u režiji Darijana Mihajlovića, RTS, 2010.
- Montevideo, bog te video, serija u režiji Dragana Bjelogrlića, Cobra film, 2012 /2013.
- Kratak čas profesora Arkadija, TV serijal, u režiji Vuka Aleksića, Zoom Media i RTV
- Nedeljko / Pomeri se s mesta (TV serija), 2015/2016.
- Janko / Prvi servis TV serija, 2017.
- Saša / Dinosaurus , kratka drama, 2019.

## Spoljašnje veze
- Milovan Filipović на веб-сајту
- Intervju: Milovan Filipović, v. d. direktora drame SNP-a, Dnevnik, 13.09.2017.
- MOJU POZORIŠNU KARIJERU ZASENILO JE PET MINUTA NA TV: Milovan Filipović o velikoj nepravdi i Andrićevoj TRAVNIČKOJ HRONICI koju rade bez podrške nove uprave Narodnog pozorišta!
- Милован Филиповић, директор Драме Српског народног позоришта, о новој сезони
- Milovan Filipovic IMDb
- Milovan Filipović Архивирано на веб-сајту  (28. јун 2019)